# Muzeum Instytutu Tarnogórskiego
Muzeum Instytutu Tarnogórskiego (skrót: MIT) – muzeum założone w 1997 w Tarnowskich Górach (drugie w mieście), funkcjonujące od 1999 jako jednostka organizacyjna towarzystwa naukowego Instytut Tarnogórski i Muzeum. Od 2014 muzeum posiada regulamin uzgodniony z Ministrem Kultury i Dziedzictwa Narodowego . Zwiedzanie wystaw muzeum jest bezpłatne.

## Historia
Muzeum powstało na bazie zbiorów gromadzonych w Instytucie Tarnogórskim – Placówce Naukowo-Badawczej (zał. 1993). Uroczystego otwarcia pierwszych sal ekspozycyjnych (31 sierpnia 1997) dokonał ppłk Przemysław A. Szudek (Komisja Historyczna w Londynie), obejmujących ówczesne wystawy stałe :
- Region tarnogórski na przestrzeni wieków,
- Muzeum Pułku 3 Ułanów Śląskich,
- Muzeum Polskich Sił Zbrojnych na Zachodzie.

W pierwszym półroczu od otwarcia muzeum zwiedziły 472 osoby .

## Budynek
Muzeum Instytutu Tarnogórskiego mieści się w dwupiętrowej, XIX-wiecznej kamienicy przy ul. Juliusza Ligonia 7 (w Śródmieściu Tarnowskich Gór), będącej siedzibą Instytutu Tarnogórskiego i Muzeum. Sale wystaw stałych znajdują się na parterze .

## Zbiory
Muzeum posiada zbiory prezentujące  :
- wojskowość polską XIX–XX w. (unikatowy zbiór umundurowania i różnych pamiątek dotyczących Polskich Sił Zbrojnych na Zachodzie, w tym związanych z osobami dowódców, oraz pułków stacjonujących w Tarnowskich Górach w latach 1922–1939: Pułku 3. Ułanów Śląskich i 11 Pułku Piechoty),
- unikatowe umundurowanie żołnierza Legii Cudzoziemskiej (XX w.),
- pamiątkowe fajki wojskowe,
- figurki postaci z filmów cyklu „Gwiezdne Wojny” („Star Wars”),
- etnografię (dotyczące głównie Śląska i regionu tarnogórskiego),
- sztukę i rzemiosło,
- sztukę religijną i sakralną,
- archeologię,
- nauki pomocnicze historii,
- historię i kulturę Tarnowskich Gór oraz regionu tarnogórskiego (Tarnoviciana).

## Mała Akademia Artystyczna i Galeria „Nos”
W 1996 przy Instytucie Tarnogórskim powstała Mała Akademia Artystyczna , przejęta potem przez muzeum. Od 2006 przy muzeum działa Galeria „Nos”, w której organizowane są wystawy czasowe we współpracy ze śląskimi artystami-fotografikami i plastykami .

## Działalność kulturalna i popularyzatorska
- otwarte lekcje muzealne (w salach wystawowych muzeum)[2] ,
- warsztaty twórcze (w Galerii „Nos”)[2] ,
- wykłady o sztuce oraz lekcje rysunku, malarstwa i technik graficznych (w Małej Akademii Artystycznej)[1] ,
- Turniej Wiedzy o Regionie Tarnogórskim (dla dzieci i młodzieży szkolnej; od I edycji w 1995 organizuje go Instytut Tarnogórski)[1] [3].

## Wydawnictwa
Od 2003 Muzeum Instytutu Tarnogórskiego wydaje „Tarnogórski Rocznik Muzealny” (ISSN 2544-543X), którego redaktorem naczelnym jest Marek Wroński .

## Dyrekcja[2]
- Dyrektor – dr hab. inż. arch. Marek Wroński (od 1997)
- Zastępca Dyrektora – Tadeusz B. Hadaś (od 1997)

## Rada Naukowa
Przewodniczący :
- płk Przemysław A. Szudek (pierwszy, od 1997)
- prof. dr hab. Tadeusz Dubicki (obecny)

## Źródła
- Instytut Tarnogórski – Placówka Naukowo-Badawcza. Działalność – rok 1997. Spotkanie w Świerklańcu 4 kwietnia 1998 r., „Zeszyty Tarnogórskie”, nr 31, 1998, s. 1–16, ISSN 0860-3693.
- Instytut Tarnogórski i Muzeum. ngo.pl – Portal organizacji pozarządowych, 2021. [dostęp 2021-10-22]. (pol.).
- Tadeusz B. Hadaś: Przyroda i jej przemiany w dziejach Tarnowskich Gór. W: Historia Tarnowskich Gór. red. Jan Drabina. Tarnowskie Góry: Muzeum w Tarnowskich Górach, 2000. ISBN 83-911508-3-6.